# Йорк-Антверпенские правила
Йорк-Антверпенские правила — свод общепринятых в международном торговом мореплавании правил, регулирующих распределение между судовладельцем и грузовладельцем пропорционально стоимости судна, груза и фрахта убытков, понесённых каким-либо из этих лиц, вследствие общей аварии.

## История Йорк-Антверпенских правил
Первая попытка международной унификации правил об общей аварии была предпринята в XIX веке, когда в Гааге в 1860 году состоялась соответствующая конференция, а в 1864 году в Йорке были приняты Йоркские правила общей аварии. В 1877 году они были пересмотрены в Антверпене, уточнены в Йорке в 1890 году и с тех пор носят название Йорк-Антверпенских правил. В XX веке Йорк-Антверпенские правила пересматривались неоднократно — в 1924, 1950, 1974 и 1994 гг. В 2004 году на Конференции Международного морского комитета в Ванкувере в Йорк-Антверпенские правила были внесены новые изменения.

## Структура Йорк-Антверпенских правил
По структуре Йорк-Антверпенские правила подразделяются на литерные (от «А» до «G») и цифровые (I—XXIII). В литерных правилах содержится определение общей аварии (правило «А») и другие положения общего характера. Цифровые правила содержат положения, относящиеся к отдельным случаям общей аварии (распределение убытков от выбрасывания за борт части груза в целях спасения судна и остального груза, от тушения пожара на судне и т. п.).

## См.также
Общая авария